# Alfred Rasmussen
Alfred Rasmussen (født 28. februar 1894 i Voldum, død 18. juni 1969 i Århus) var en dansk fodboldleder og træner.

Som blot 26-årig blev Alfred Rasmussen valgt som leder af AGF's fodboldafdeling i 1920, og gik straks i gang med at søge inspiration til AGF fra international fodbold. I april 1922 arrangerede han AGF's første internationale tur, der gik til Budapest i Ungarn, hvor AGF mødte, MTK Budapest og Ferencvarosi TC.   I 1923 stod han bag, at de ungarske mestre MTK Budapest, de østrigske mestre Wiener SC og det polske mesterhold Cracovia, spillede mod AGF i Århus, samt endnu en turné, der gik til Tyskland, hvor AGF spillede mod Hannover 96, VfB Peine og Eintracht Braunschweig.
 
I 1927 lykkedes det for Alfred Rasmussen at få den engelske klub Middlesbrough FC til Aarhus Stadion. Det var første gang en engelsk klub spillede en kamp i Jylland.  Alfred Rasmussen måtte dog selv stå på sidelinien i den kamp, idet holdets træner, Harald Hansen, pludseligt døde dagen før. 

Alfred Rasmussen endte med at fortsætte som førsteholdets træner indtil 1931. Her skaffede han den ungarske toptræner Fritz Molnar til klubben. Alfred Rasmussen valgte på grund af manglende tid at samtidig at stoppe som leder i AGF for at forfølge en karriere i DSB. Her blev han i 1942 stationsforstander i Nyborg. Alfred Rasmussen fortsatte dog sit arbejde inden for fodbold i JBU, og var også en af mændene bag AGF's nye træningsanlæg i Fredensvang, der blev taget i brug i 1941.